# Episodi di The Avatars (prima stagione)
La prima stagione di "The Avatars" è stata trasmessa in prima TV assoluta il 4 novembre 2013 in Italia su Disney Channel, in Inghilterra e in Spagna la serie è arrivata nel corso del 2014.
| nº | Titolo originale                    | Titolo italiano                   | Prima TV UK | Prima TV Italia  |
| -- | ----------------------------------- | --------------------------------- | ----------- | ---------------- |
| 1  | THE avatarS                         | The avatars                       |             | 4 novembre 2013  |
| 2  | finding Demo                        | Alla ricerca del demo             |             | 5 novembre 2013  |
| 3  | willy & THE wonkaS                  | Willy & the wonkas                |             | 6 novembre 2013  |
| 4  | the mOmmy returns                   | La mamma - Il ritorno             |             | 7 novembre 2013  |
| 5  | despicable mICK                     | Cattivissimo Mick                 |             | 8 novembre 2013  |
| 6  | fantastic THREE                     | I fantastici tre                  |             | 11 novembre 2013 |
| 7  | the UNsocial network                | Tu, io e J.P                      |             | 12 novembre 2013 |
| 8  | Posters & co.                       | Posters & Co.                     |             | 13 novembre 2013 |
| 9  | the beauty and the LIST             | La bella e la lista               |             | 14 novembre 2013 |
| 10 | 24 MINUTES                          | 24 minuti                         |             | 15 novembre 2013 |
| 11 | the frog princeSS                   | La principessa ranocchio          |             | 18 novembre 2013 |
| 12 | power rangers – dino PAINTERS       | Power Ranger - Dino painters      |             | 19 novembre 2013 |
| 13 | national treasure – TAPE of secrets | Il mistero delle immagini perdute |             | 20 novembre 2013 |
| 14 | VERYnormal activity                 | Very normal activity              |             | 21 novembre 2013 |
| 15 | PAZ wars                            | Paz Wars                          |             | 22 novembre 2013 |
| 16 | campING rock                        | Camping rock                      |             | 25 novembre 2013 |
| 17 | high SCOOP musical                  | High scoop musical                |             | 26 novembre 2013 |
| 18 | save the last SONG                  | Scrivici una canzone              |             | 27 novembre 2013 |
| 19 | the three muSKATEers                | I tre moSKATEieri                 |             | 28 novembre 2013 |
| 20 | the karaOKE kid                     | Karaoke kid                       |             | 29 novembre 2013 |
| 21 | Boy story                           | Boy story                         |             | 2 dicembre 2013  |
| 22 | KISS me if you can                  | Prova a baciarmi                  |             | 3 dicembre 2013  |
| 23 | attack of the CLONE                 | L'attacco del clone               |             | 4 dicembre 2013  |
| 24 | the UNamazing spider-man            | The amazing Spider-me             |             | 5 dicembre 2013  |
| 25 | dr. J.P. & mr. EKO                  | Dottor J.P. e Mister Eko          |             | 6 dicembre 2013  |
| 26 | the fellowship of the RECORD        | La compagnia del disco            |             | 6 dicembre 2013  |

## The avatars
Le avventure di JP, Robbie e Bo, tre quindicenni che sognano di diventare rock star. Stanchi di essere snobbati dai discografici, fondano una band virtuale. L'idea è vincente, ma il successo li costringe a condurre vite parallele.

## Alla ricerca del demo
Il video degli Avatar sta andando benissimo, ma i ragazzi sanno che devono mantenere l'anonimato. Lexy però insiste per ascoltare la demo del gruppo, e la scusa che il cd non si trova non regge più.

## Willy & the wonkas
Bo si mostra sfuggente ed evasivo con Lu, che pedinandolo scopre che il loro ottavo anniversario è vicino. E mentre Bo ha in mente grandi sorprese, lei si è dimenticata della ricorrenza. Come rimediare?

## La mamma - Il ritorno
Mister Zappa pretende una nuova canzone ma la mamma di J.P mette in punizione il figlio, proibendogli di suonare. Lo zio riuscirà a convincerla che in realtà i ragazzi stanno cercando di evitargli un licenziamento.

## Cattivissimo Mick
J.P cerca di salvare il blog di Lexy con un'intervista a Mick River, ma l'artista non ha nessuna intenzione di concederla. Robbie suggerisce allora di farne una in segreto, e il risultato è uno straordinario successo.

## I fantastici tre
Robbie, attratto dalla possibilità di rimorchiare ragazze, entra nella band degli Won Love. Ma si accorge presto che si tratta di un gruppo che non ha alcuna idea della musica, e poco prima del concerto lo abbandona.

## Tu, io e J.P
Per poter stare sola con Bo, Lu vorrebbe che suo fratello Paul trovasse una fidanzata e smettesse così di aggregarsi a loro. Ma dopo un litigio, Lu e Bo si lasciano. J.P e Lexy cercano di farli riconciliare, scoprendo che...

## Posters & Co.
Per riparare l'amplificatore che Tara ha fatto saltare, il gruppo organizza a scuola una vendita di gadget degli Avatar. Ma la preside sospende la vendita e Lexy inorridisce all'idea che si speculi sugli Avatar.

## La bella e la lista
Per far colpo su Kethy, Robbie promette a lei e a Lexy di portare il nuovo video degli Avatar in anteprima. Per averlo però deve rubarlo, ma gli amici si aspettano questa sua mossa e gli preparano una trappola...

## 24 minuti
Robby ha registrato impunemente un DVD con le prove della band e il materiale è finito, per una serie di giri, dapprima nella custodia del film Avatar e poi nelle mani di Lexy. Dopo una serie di inseguimenti e strategie da film di spionaggio il DVD torna all'ovile grazie allo zio Paz

## La principessa ranocchio
JP vuole conquistare Lexy, ma non ha nemmeno il coraggio di invitarla fuori, così gli amici gli consigliano di fidanzarsi con un'altra per farla ingelosire. Isabel è la prescelta, ma il suo comportamento è fin troppo incalzante e JP fa di tutto per farsi lasciare, supportato da Robbie e dagli altri...

## Power Ranger - Dino painters
I ragazzi aiutano zio Paz a ridipingere lo studio, ma manca all'appello JP, impegnato a registrare un video dichiarazione da mandare a Lexy, forte delle lezioni avute da ciascuno dei suoi amici. Quando però gli stessi vedono il risultato della registrazione inorridiscono e decidono che il video va assolutamente cancellato.

## Il mistero delle immagini perdute
I ragazzi pedinando lo zio Paz scoprono che si sta occupando del gruppo dei Won Love, non come manager ma come galoppino. In realtà lo zio è ricattato da un collega a causa di un vecchio video di cui Paz si vergogna. Lu posta il video nel web e in pochi giorni diventa la clip del momento come ironica parodia del passato

## Very normal activity
I ragazzi si convincono che la loro nuova canzone sia sotto una maledizione, perché ogni volta che la ascoltano l'impianto di illuminazione si abbassa e il frigorifero sembra animarsi. Lu, che non crede a fantasmi e malefici, è seccata e scettica ma accetta di fare una seduta spiritica...

## Paz Wars
Zio Paz si sta occupando di una nuova band, Le Carriole Abbattute e i ragazzi sono molto gelosi, così JP e gli altri decidono dapprima di sabotare lo studio e poi di manomettere l'agenda di Paz. In realtà le cose si risolveranno in modo spontaneo con grande gioia di Lexy otterrà un'intervista dalle Carriole Abbattute per il suo blog.

## Camping rock
Mentre Tara e Paz fingono di essere fidanzati per ottenere un'iscrizione gratuita per la palestra, Jp asseconda il desiderio di Lexy che vuole tra loro solo un rapporto di amicizia. Finge quindi di essere in campeggio con gli amici e inscena in salotto la presenza di grilli, cascate e sbalzi meteorologici...

## High scoop musical
Lexy si ostina a voler scoprire l'identità degli Avatars e in effetti analizzando il video sul web risale all'agenzia per cui lavora Paz. Messo alle strette lo zio decide di organizzare un'intervista con dei falsi Avatar per dare il contentino a Lexy e togliersela di torno. Ma Lexy scopre l'imbroglio...

## Scrivici una canzone
JP ha il blocco del compositore e non riesce più a scrivere canzoni da quando Lexy gli ha dato qualche chance per il futuro. I ragazzi attribuiscono questo blocco alla mancanza di struggimento d'amore, quindi decidono di far credere a JP che lei si vede con un altro e che non ha alcun interesse per lui.

## I tre moSKATEieri
Sta per uscire il nuovo video degli avatar ma i ragazzi danno per scontato che il problema riguardi solo Lu. Addirittura durante un'intervista ad una radio i tre si dimenticano della loro creativa grafica. Lu offesa decide di uscire dalla band lasciando che i ragazzi se la cavino da soli.

## Karaoke kid
Robbie adora il karaoke e quando a scuola viene organizzata una gara lui sfida il campione Johnny Lorenzi. Nonostante l'esito imbarazzante Robby ne fa una questione personale e chiede aiuto a zio Paz, campione di karaoke. Dopo un intenso allenamento Robbie viene nominato Karaokekid, ma la gara si chiude con un imbroglio.

## Boy story
Pj organizza una festa per dichiararsi a Lexy ma lei partecipa accompagnata da Pedro, bello, talentuoso e simpatico chitarrista. Pj è geloso ma Robbie scopre che Pedro corteggia Lexy solo per farsi pubblicizzare sul blog. Zio paz intanto tiene lontana da casa la mamma dei ragazzi appena rientrata in città...

## Prova a baciarmi
I ragazzi, divisi sull'importanza dei baci, fanno una scommessa: Bo e Lu non dovranno baciarsi per 2 giorni, JP deve cercare di baciare Lexy, mentre Robbie dovrà essere baciato da un qualsiasi essere vivente. Arbitro, la solita Tara assunta di fresco.

## L'attacco del clone
JP è innamorato di Lexi ma lei lo vede solo come un amico. Robbie lo riempie di consigli per conquistare un'altra ragazza e in men che non si dica, JP presenta la sua nuova fidanzata. Ma per gli amici è uno shock: Alessia è identica ad Lexi!

## The amazing Spider-me
Judy promette a Lexy un'intervista con Eko, il cantante degli Avatars. JP sa che si tratta di un imbroglio ma Lexy è convinta lui sia geloso del suo successo. Quando però la perfida Judy apre un suo blog dopo aver fatto fare a Lexy una figuraccia con una intervista bufala... Rebecca lavora in un'agenzia di fumetti di supereroi.

## Dottor J.P. e Mister Eko
Lexy confessa a Lu che mentre baciava Eko, il cantante degli avatar, pensava a JP. Lexi chiederà a JP di diventare il suo ragazzo, anche se ancora indecisa tra lui ed Eko. Chi sceglierà Lexi? JP riuscirà a non farsi sfuggire di essere Eko?

## La compagnia del disco
JP non può più mentire a Lexy: decide di lasciare la band. Lu, Bo e Robbie devono trovare un modo per fargli registrare l'ultima canzone.